# Saint-Paul-de-Varces
Pour les articles homonymes, voir Saint-Paul.
Saint-Paul-de-Varces est une commune française située dans le département de l'Isère et la région Auvergne-Rhône-Alpes.
Autrefois modeste paroisse de l'ancienne province royale du Dauphiné, le village est aujourd'hui partie intégrante de la métropole de Grenoble même si son aspect reste essentiellement rural. Ses habitants sont dénommés les Saint-Pognards.

## Géographie

### Situation et description
Commune du canton de Vif puis de celui du Pont-de-Claix, elle est membre de la métropole Grenoble-Alpes Métropole, adhérente parc naturel régional du Vercors et occupe la partie amont de la vallée du Lavanchon.

### Géologie et relief

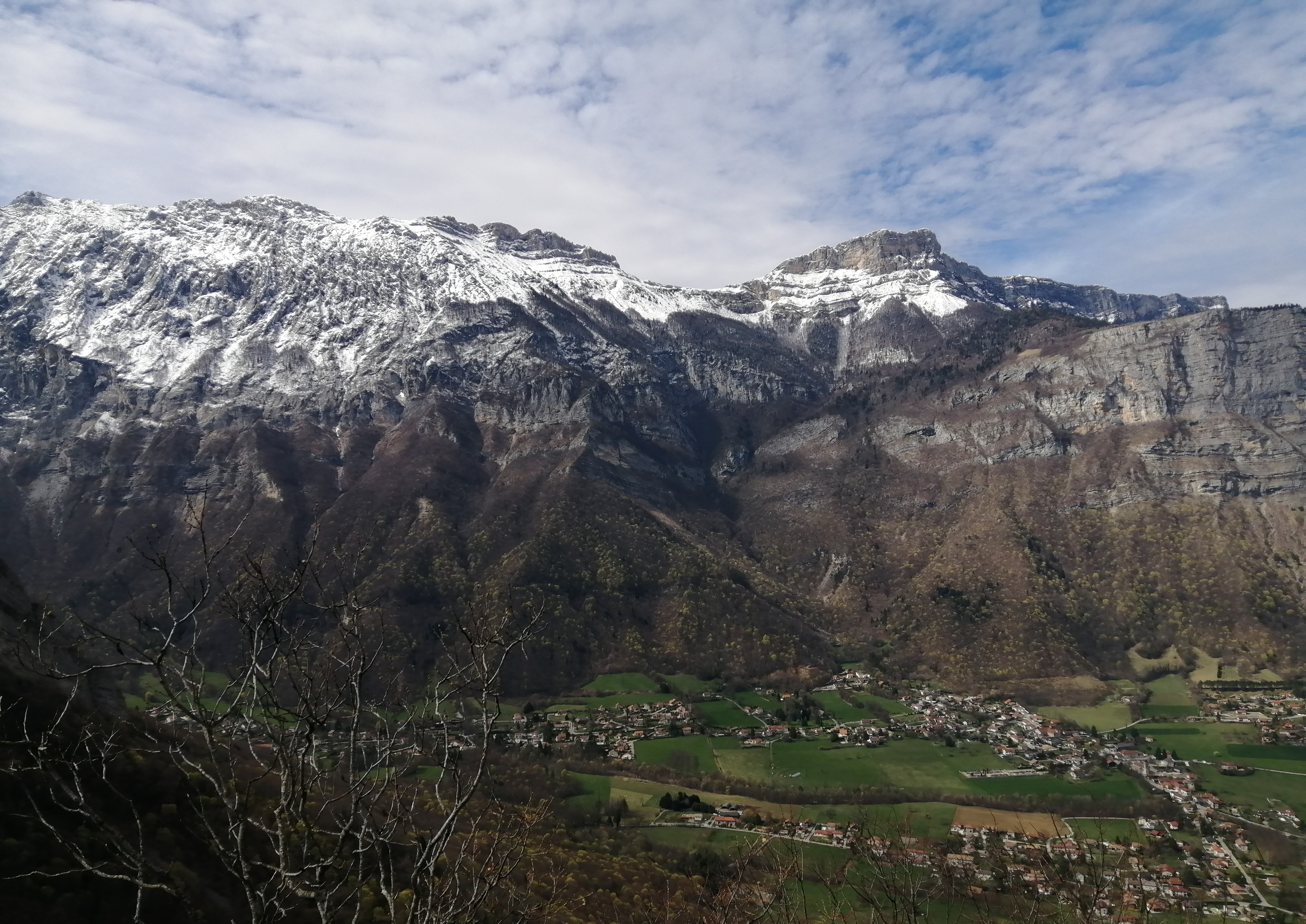
La vallée du Lavanchon et Saint-Paul-de-Varces depuis la montagne d'Uriol.

La commune se trouve dans la vallée du Lavanchon, délimitée à l'ouest par les falaises orientales du massif du Vercors, avec notamment le col Vert, les arêtes du Gerbier, le col de l'Arc et le pic Saint-Michel. À l'est, elle est séparée de Vif et de la vallée de la Gresse par la montagne d'Uriol, dont le sommet, le Pieu (ou Bémont), est le point le plus haut de la commune, culminant à 1 270 mètres d'altitude.
Au sud, la ville est séparée du Gua par le roc de l'Éperrimont et le pas de l'Échaillon.

### Communes limitrophes
Le territoire de Saint-Paul-de-Varces est limitrophe de cinq autres communes du département de l'Isère.
| Lans-en-Vercors | Varces-Allières-et-Risset |     |
| Villard-de-Lans | Saint-Paul-de-Varces      | Vif |
|                 | Le Gua                    |     |

### Climat
Pour des articles plus généraux, voir Climat d'Auvergne-Rhône-Alpes et Climat de l'Isère.
En 2010, le climat de la commune est de type climat océanique altéré, selon une étude du Centre national de la recherche scientifique s'appuyant sur une série de données couvrant la période 1971-2000. En 2020, Météo-France publie une typologie des climats de la France métropolitaine dans laquelle la commune est exposée à un climat de montagne ou de marges de montagne et est dans la région climatique Alpes du nord, caractérisée par une pluviométrie annuelle de 1 200 à 1 500 mm, irrégulièrement répartie en été.
Pour la période 1971-2000, la température annuelle moyenne est de 11,3 °C, avec une amplitude thermique annuelle de 19 °C. Le cumul annuel moyen de précipitations est de 1 210 mm, avec 10,5 jours de précipitations en janvier et 6,6 jours en juillet. Pour la période 1991-2020, la température moyenne annuelle observée sur la station météorologique de Météo-France la plus proche, « Villard-de-Lans », sur la commune de Villard-de-Lans à 7 km à vol d'oiseau, est de 8,0 °C et le cumul annuel moyen de précipitations est de 1 270,0 mm,. Pour l'avenir, les paramètres climatiques de la commune estimés pour 2050 selon différents scénarios d'émission de gaz à effet de serre sont consultables sur un site dédié publié par Météo-France en novembre 2022.

### Hydrographie
Le territoire communal est traversé par le Lavanchon, torrent d'une longueur de 13,74 km, issu des falaises orientales du massif du Vercors (et alimentés par de nombreux ruisseaux ayant la même origine), avant de rejoindre la rive gauche du Drac sur le territoire de la commune du Pont-de-Claix.

### Voie de communication et transport

#### Voies routières
Le territoire communal est desservie par deux voies routières passant à proximité de son territoire, la route départementale RD 1075, ancienne route nationale 75, ainsi que par la section nord de autoroute A51 à laquelle une sortie donne accès : le demi-échangeur no 11 (Saint-Paul-de-Varces).

#### Transport en commun
La commune est desservie par le réseau TAG (transports de l'agglomération grenobloise), avec la ligne de bus 46.

## Urbanisme

### Typologie
Au 1er janvier 2024, Saint-Paul-de-Varces est catégorisée petite ville, selon la nouvelle grille communale de densité à sept niveaux définie par l'Insee en 2022.
Elle appartient à l'unité urbaine de Saint-Paul-de-Varces, une unité urbaine monocommunale constituant une ville isolée,. Par ailleurs la commune fait partie de l'aire d'attraction de Grenoble, dont elle est une commune de la couronne,. Cette aire, qui regroupe 204 communes, est catégorisée dans les aires de 700 000 habitants ou plus (hors Paris),.

### Occupation des sols
L'occupation des sols de la commune, telle qu'elle ressort de la base de données européenne d’occupation biophysique des sols Corine Land Cover (CLC), est marquée par l'importance des forêts et milieux semi-naturels (79,6 % en 2018), une proportion sensiblement équivalente à celle de 1990 (79,8 %). La répartition détaillée en 2018 est la suivante : 
forêts (63,7 %), milieux à végétation arbustive et/ou herbacée (14,2 %), zones agricoles hétérogènes (10,2 %), zones urbanisées (7,8 %), prairies (2,3 %), espaces ouverts, sans ou avec peu de végétation (1,6 %), espaces verts artificialisés, non agricoles (0,1 %). L'évolution de l’occupation des sols de la commune et de ses infrastructures peut être observée sur les différentes représentations cartographiques du territoire : la carte de Cassini (XVIIIe siècle), la carte d'état-major (1820-1866) et les cartes ou photos aériennes de l'IGN pour la période actuelle (1950 à aujourd'hui).

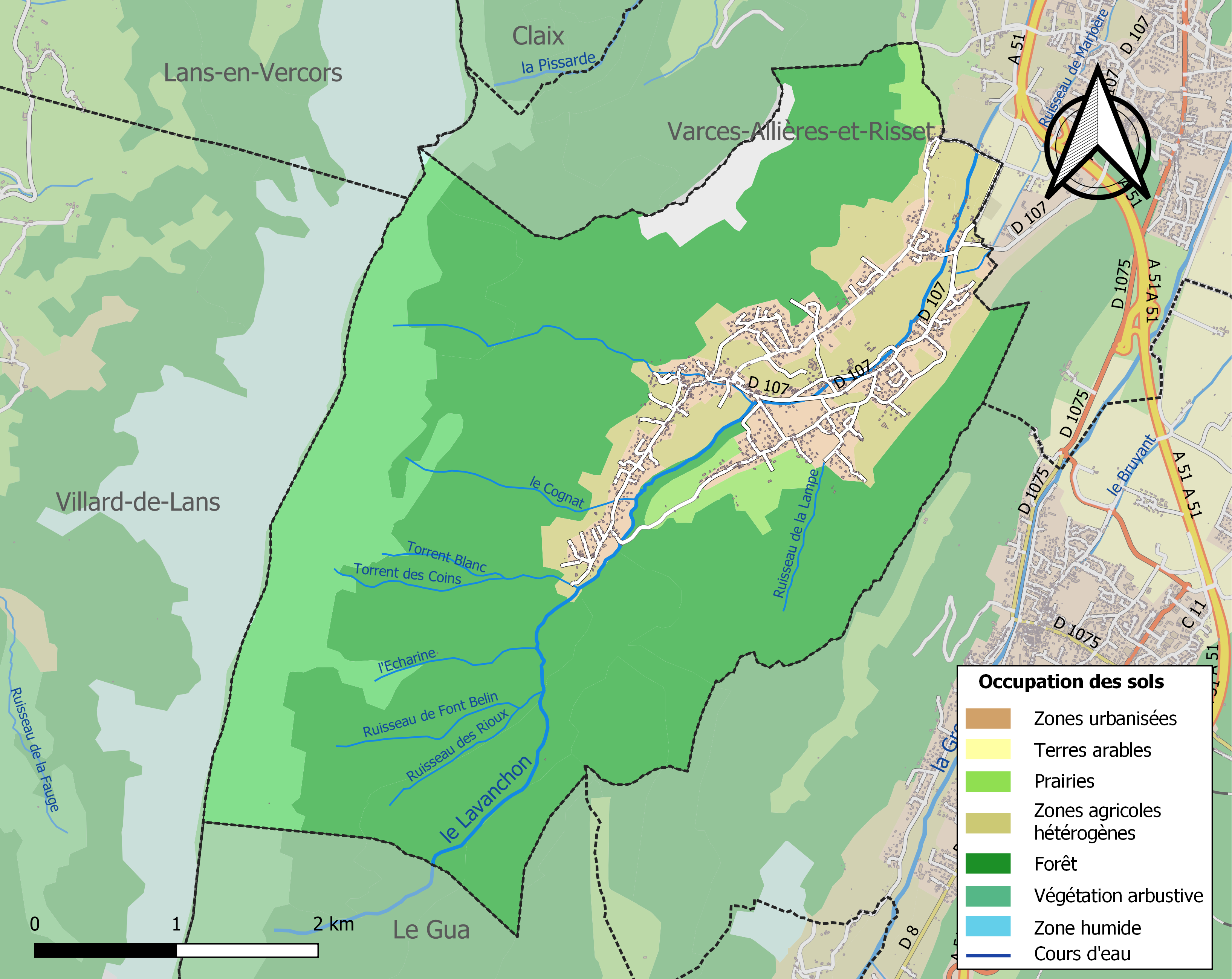
Carte des infrastructures et de l'occupation des sols de la commune en 2018 (CLC).

### Risques naturels et technologiques

#### Risques sismiques
L'ensemble du territoire de Saint-Paul-de-Varces est situé en zone de sismicité no 4 (sur une échelle de 1 à 5), comme l'ensemble du territoire de l'agglomération grenobloise.
| Type de zone | Niveau            | Définitions (bâtiment à risque normal) |
| ------------ | ----------------- | -------------------------------------- |
| Zone 4       | Sismicité moyenne | accélération = 1,6 m/s2                |

## Histoire
Il existe très peu d'éléments sur la période antique et sur celle du Haut Moyen Âge, mais une pièce à l'effigie de l'empereur Valentinien III a tout de même été retrouvée. Il faut attendre 1256 pour que l'Histoire nous présente ce village qui fait alors partie du mandement de Varces autour de cinq paroisses (St-Pierre, St-Giraud, Risset, Fontagneux, St-Paul). Dès lors jusqu'en 1349, le village se situe sur une terre dite "delphinale" (qui se caractérise par le Dauphin et le Dauphiné) soutenue par le Saint-Empire romain germanique, la même année elle est introduite en France. De 1289 à 1789, la famille des Briançon de Savoie dirige le mandement varçois. Dès 1629, la peste fait son apparition. Durant la période révolutionnaire, en 1790, Varces rencontre une forte instabilité et Saint-Paul-De-Varces devient dès lors une commune indépendante. Une indépendance qui est de courte durée puisqu'elle est rattachée à Varces à des fins politiques de 1794 jusqu'en 1801. Une nécropole protohistorique a été découverte en 1960 dans une carrière au pied de la montagne d'Uriol. Des fouilles ont permis de trouver dans des éboulis plusieurs dizaines de squelettes et du mobilier funéraire (bracelets, épingles, rouelles en bronze, perles d'ambre, gobelet caliciforme, etc.) daté entre 3 000 et 500 ans avant notre ère (chalcolithique final, âge du bronze et 1er âge du fer),.
À la Révolution, la commune de Saint-Paul-de-Varces avait été renommée Ancoin en 1793.

## Politique et administration

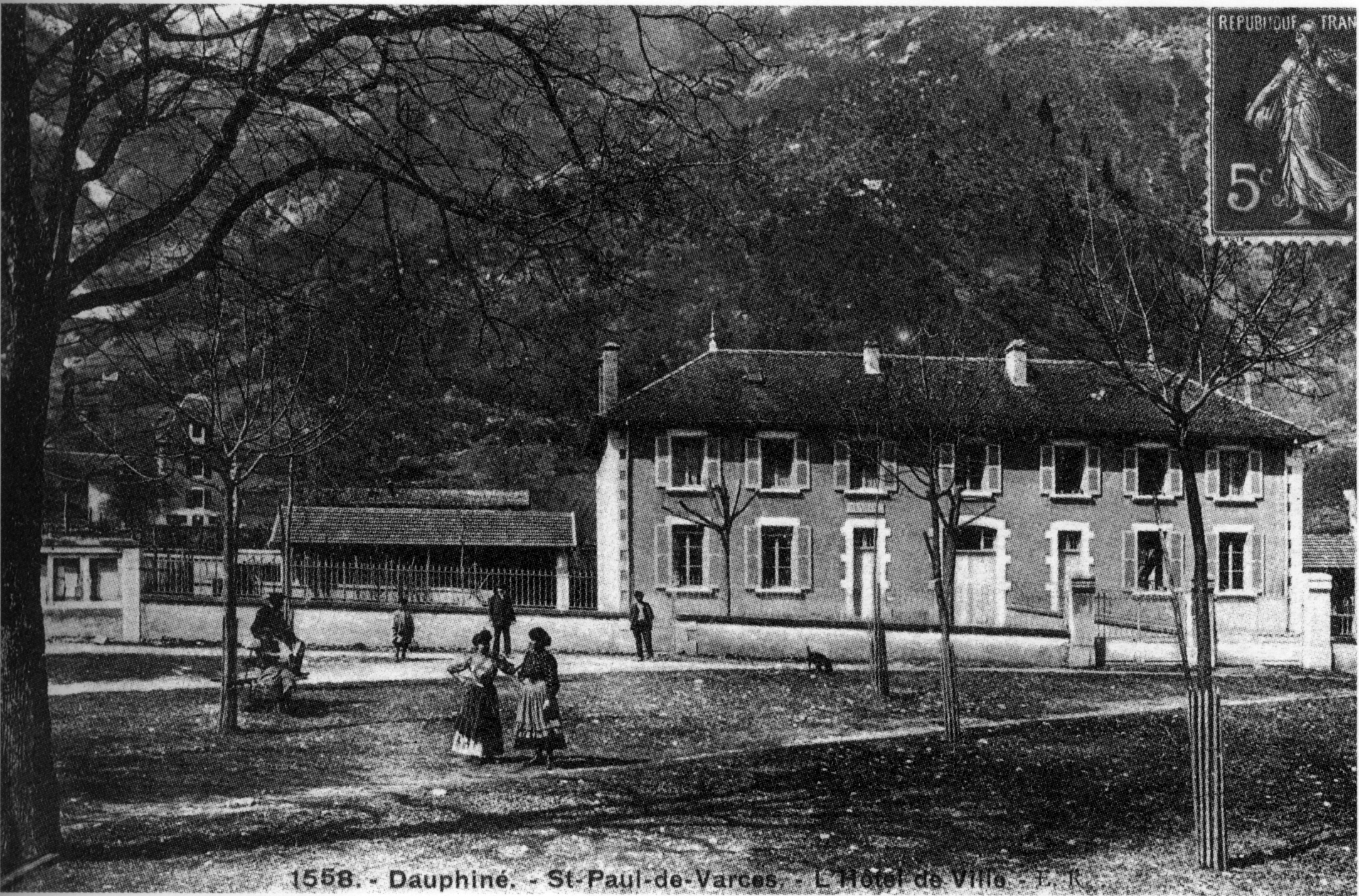
L'hôtel de ville en 1909.

## Population et société

### Démographie
L'évolution du nombre d'habitants est connue à travers les recensements de la population effectués dans la commune depuis 1793. Pour les communes de moins de 10 000 habitants, une enquête de recensement portant sur toute la population est réalisée tous les cinq ans, les populations de référence des années intermédiaires étant quant à elles estimées par interpolation ou extrapolation. Pour la commune, le premier recensement exhaustif entrant dans le cadre du nouveau dispositif a été réalisé en 2006.

En 2022, la commune comptait 2 212 habitants, en évolution de +1,19 % par rapport à 2016 (Isère : +3,07 %, France hors Mayotte : +2,11 %).
| 1793 | 1800 | 1806 | 1821 | 1831 | 1836 | 1841 | 1846 | 1851 |
| ---- | ---- | ---- | ---- | ---- | ---- | ---- | ---- | ---- |
| 551  | 451  | 626  | 747  | 720  | 711  | 726  | 727  | 651  |

| 1856 | 1861 | 1866 | 1872 | 1876 | 1881 | 1886 | 1891 | 1896 |
| ---- | ---- | ---- | ---- | ---- | ---- | ---- | ---- | ---- |
| 639  | 613  | 633  | 616  | 612  | 600  | 585  | 566  | 546  |

| 1901 | 1906 | 1911 | 1921 | 1926 | 1931 | 1936 | 1946 | 1954 |
| ---- | ---- | ---- | ---- | ---- | ---- | ---- | ---- | ---- |
| 526  | 462  | 461  | 402  | 404  | 375  | 373  | 392  | 416  |

| 1962 | 1968 | 1975 | 1982 | 1990  | 1999  | 2006  | 2011  | 2016  |
| ---- | ---- | ---- | ---- | ----- | ----- | ----- | ----- | ----- |
| 419  | 456  | 581  | 941  | 1 530 | 1 845 | 1 990 | 2 240 | 2 186 |

| 2021  | 2022  | - | - | - | - | - | - | - |
| ----- | ----- | - | - | - | - | - | - | - |
| 2 224 | 2 212 | - | - | - | - | - | - | - |

### Enseignement
La commune est rattachée à l'académie de Grenoble.

### Médias
Historiquement, le quotidien à grand tirage régional Le Dauphiné libéré consacre, chaque jour, y compris le dimanche, dans son édition de Grenoble-Sud, un ou plusieurs articles à l'actualité de l'agglomération, du canton, quelquefois de la commune, ainsi que des informations sur les éventuelles manifestations locales, les travaux routiers, et autres événements divers à caractère local.

### Cultes
La communauté catholique de Saint-Paul-de-Varces fait partie de la paroisse catholique « Saint Loup » au sein du doyenné des « Montagnes du Sud »  du diocèse de Grenoble-Vienne.

## Culture et patrimoine

### Patrimoine religieux

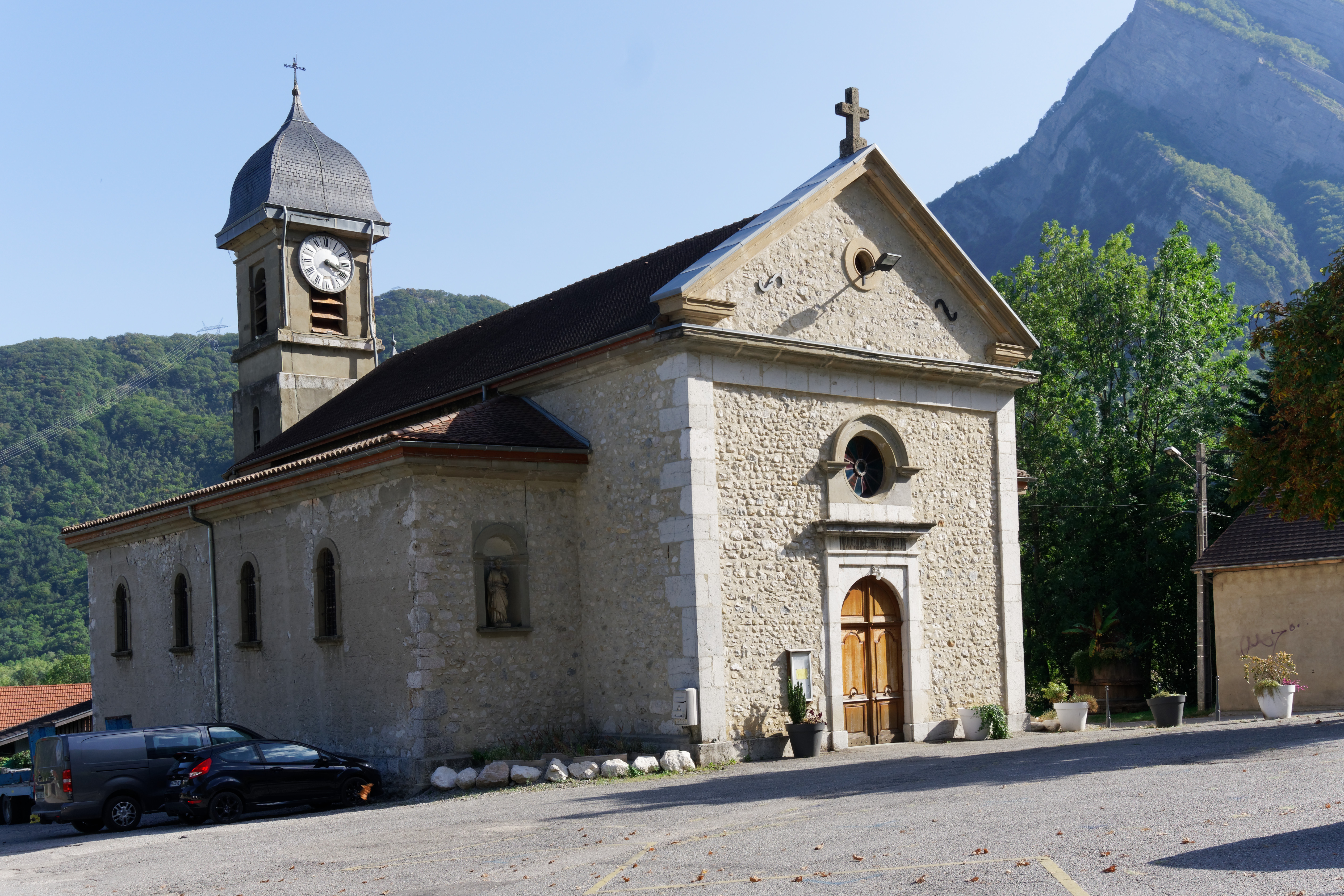
Église de Saint-Paul-de-Varces

- L'église Saint-Paul de Saint-Paul-de-Varces construite en 1840 en style néo-roman, présente un confessionnal de 1747, classé, et un clocher à dôme[28]. Deux cloches occupent ce clocher, fondues en 1865, la plus grosse "Pauline" pèse 900 kg et sonne en "sol", la plus petite "Christine" pèse 350 kg et sonne en "ré".
- Les maisons fortes de Saint-Paul-de-Varces, ayant appartenu parmi d'autres à Odon et Gilles Alleman, Lanthelme de Varces et Hugues de Gua, ont complètement disparu. Une maison forte de la famille Alleman Chabert du XVe siècle était située au lieu-dit La Chabertière[28].
- Des maisons bourgeoises au Sorbier et aux Gauthiers[28].

### Patrimoine civil
- La stèle des fusillés, à la combe de Louve.
- Le monument aux morts communal, situé devant le porche de l'église de Saint-Paul de Varces et se présentant sous la forme d'un simple obélisque sur socle, entouré de grilles avec quatre obus. Ce monument est dédié aux citoyens de la commune victimes des deux conflits mondiaux[29].

### Patrimoine naturel
La commune fait partie du parc naturel régional du Vercors. Climat de type montagnard qui permet une richesse en eau qui se caractérise par la présence de nombreux torrents (ex : le Lavanchon) et ruisseaux, qui permettent à leur tour le développement d'une faune et d'une flore importantes au sein de la commune. Ainsi la commune de Saint-Paul-De-Varces apparaît comme une zone propice au développement et à l'épanouissement d'espèces en voie de disparition (chamois, hérisson, lièvre, pipistrelle commune, grenouille agile, triton palmé, salamandre tachetée, vipère aspic, etc.), et où s'observe depuis plusieurs années une augmentation importante des populations de chevreuils, mouflons, rapaces, etc., grâce aux programmes de protection qui se font de plus en plus important. S'y ajoute le retour d'espèces qui durant longtemps avaient disparu du paysage de la commune, comme le loup gris, ou encore le lynx boréal, etc.

### Personnalités célèbres
- Jean-Paul Meyer[pourquoi ?], joueur de tennis.

### Héraldique
|  | Saint-Paul-de-Varces possède des armoiries dont l'origine et le blasonnement exact ne sont pas disponibles. |